# ترکی (کوهرنگ)
تِرکی روستایی است در شهرستان کوهرنگ، بخش بازفت، استان چهارمحال و بختیاری.